# Опеница
Опеница или Опейнца (на македонска литературна норма: Опеница) е село в община Охрид на Северна Македония.

## География
Селото е разположено на 13 километра североизточно от Охрид в северните склонове на планината Петрино на пътя Охрид – Ресен.

## История
В „Етнография на вилаетите Адрианопол, Монастир и Салоника“, издадена в Константинопол в 1878 година и отразяваща статистиката на населението от 1873 година Опеница (Opénitza) е посочено като село със 100 домакинства с 295 жители българи.
Според статистиката на Васил Кънчов („Македония. Етнография и статистика“) от 1900 година Опейнца е населявано от 470 жители, всички българи християни.
На Етнографската карта на Битолския вилает на Картографския институт в София от 1901 година Опейница е чисто българско село в Охридската каза на Битолския санджак с 60 къщи.
В началото на XX век цялото население на Опеница е под върховенството на Българската екзархия. По данни на секретаря на екзархията Димитър Мишев („La Macédoine et sa Population Chrétienne“) в 1905 година в Опейнца има 480 българи екзархисти и в него функционира българско училище.
При избухването на Балканската война в 1912 година 4 души от Опеница са доброволци в Македоно-одринското опълчение.
Църквата „Свети Никола“ е изградена в 1924 година. Църквата и покривът са реконструирани в 2000 година. Старата живопис е свалена и от 2005 година има нова живопис дело на Драган Ристески от Охрид. В селото има и параклис „Свети великомъченик Георги“.
Според преброяването от 2002 година селото има 58 жители северномакедонци.
| Националност     | Всичко |
| северномакедонци | 58     |
| албанци          | 0      |
| турци            | 0      |
| роми             | 0      |
| власи            | 0      |
| сърби            |        |
| бошняци          | 0      |
| други            | 0      |

## Личности
Родени в Опеница
- Блаже Митрев, български революционер, деец на ВМОРО
- Лямбе Блажев (1880 – 1921), български революционер, деец на ВМОРО
- Сандре Георгиев, български революционер, деец на ВМОРО
- Стоян Настев (1866 – 1937), български революционер
- Христо Настев (Опеница), български революционер и сръбски политик